# Santiago Arias
Santiago Arias Naranjo [santijago arijas narancho] (* 13. ledna 1992, Medellín, Kolumbie) je kolumbijský fotbalový obránce a reprezentant, který hraje za španělský klub Granada CF, kde je na hostování z Atlética Madrid. Účastník Mistrovství světa 2014 v Brazílii.

## Klubová kariéra
Arias začínal v profesionálním fotbale v roce 2009 v kolumbijském celku CD La Equidad. V letech 2011–2013 hrál za portugalský celek Sporting CP. V červenci 2013 přestoupil do nizozemského PSV Eindhoven. PSV za něj a jeho nizozemského spoluhráče Stijna Schaarse zaplatil Sportingu 1,6 milionu eur. Na konci letního přestupového období 2018 přestoupil do Atlética Madrid za 11 miliónů eur. V madridském klubu nosí dres s číslem 4.

## Reprezentační kariéra
Santiago Arias reprezentoval Kolumbii v mládežnických výběrech U17 a U20. Zúčastnil se mj. Mistrovství světa hráčů do 17 let 2009 v Nigérii, kde Kolumbie obsadila 4. místo.
V národním A-týmu Kolumbie debutoval v roce 2013.
Argentinský trenér Kolumbie José Pékerman jej vzal na Mistrovství světa 2014 v Brazílii.
V základní skupině C nastoupil v utkáních s Řeckem (výhra 3:0) a Pobřežím slonoviny (výhra 2:1) jako střídající hráč, v zápase s Japonskem (výhra 4:1) byl v základní sestavě. V osmifinále proti Uruguayi (výhra 2:0), které chyběl potrestaný Luis Alberto Suárez, nenastoupil. Ve čtvrtfinále proti Brazílii Kolumbijci na dalšího jihoamerického soupeře již nestačili a podlehli mu 1:2. Ani do tohoto zápasu Arias nezasáhl.